# Modo Hockey
Il Modo Hockey, talvolta riportato MODO in maiuscolo, è un club di hockey su ghiaccio con sede a Örnsköldsvik, in Svezia. Gioca in Svenska Hockeyligan, il massimo campionato svedese.
Gli incontri interni sono disputati presso il Fjällräven Center.

## Palmarès
- Campionati svedesi: 2

1979, 2007